# Icilius danae
Icilius danae is een vlokreeftensoort uit de familie van de Iciliidae. De wetenschappelijke naam van de soort is voor het eerst geldig gepubliceerd in 1888 door Stebbing.